# Basler Fähren

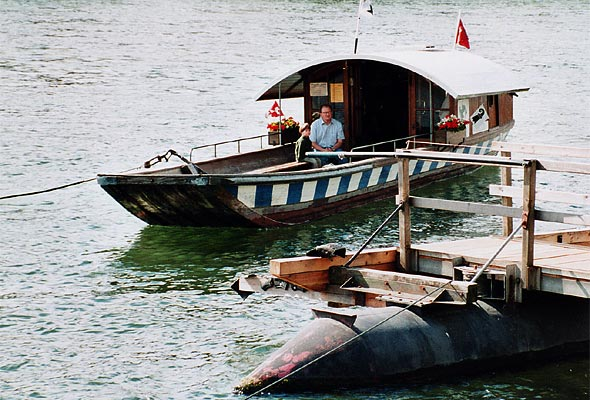
Basler Fähre

Vier Fähren für Fussgänger verbinden Grossbasel mit dem Kleinbasel. Es handelt sich um Rollfähren (eine Sonderform der Gierseilfähre); die Strömung des Rheins wird als Antrieb genutzt. Sie gehören heute zum festen Bestandteil des Basler Stadtbildes.

## Geschichte

### Birsfelder Fähre
Bereits 1853, also ein Jahr, bevor in Basel die erste Fähre den Betrieb aufnahm, bestand auf der Höhe des Birskopfs eine Fährverbindung über den Rhein. Der Birskopf lag damals noch ausserhalb der Stadt, so dass diese Fähre erst später zu den Basler Fähren zählte. 1873 wurde der Betrieb wegen zu geringer Nachfrage eingestellt. Auf Drängen der Birsfelder Bevölkerung wurde die Verbindung 1906 etwas oberhalb der ursprünglichen Stelle wieder aufgenommen. 1944 erhielt die Birsfelder Fähre zusammen mit den damals drei anderen Basler Fähren im Rahmen eines Fährifestes den Namen «Ueli». Nachdem 1954 mit dem Birsfelder Kraftwerk auch die dazugehörige Brücke gebaut worden war, verschwand die Fähre jedoch endgültig.

### Basler Fähren
Bis 1879 war die Mittlere Brücke die einzige Basler Brücke über den Rhein. Bereits im Jahr 1843 wurde zum ersten Mal ein Brückenprojekt erarbeitet, um den Grossbasler Harzgraben mit der Kleinbasler Baarmatte zu verbinden, also die Verbindung, die später dann mit der Wettsteinbrücke realisiert wurde. Das Projekt wurde vorerst aber nicht weiter verfolgt.
Das Bedürfnis für eine solche Verbindung war aber offensichtlich, und so ergriff Johann Jakob Im Hof-Forcart die Initiative und reichte im Frühjahr 1854, also ein Jahr nach der Inbetriebnahme der Fähre am Birskopf, im Namen der Basler Künstlergesellschaft das Gesuch ein, zwischen der Harzgrabenschanze und der Baarmatte eine «Fliegende Brücke» zu errichten – so wurden damals die Fähren genannt. Der Plan war, mit der Fähre genügend Gewinn zu erwirtschaften, um ein Haus für Zusammenkünfte und Ausstellungen der Künstlergesellschaft zu errichten. Dem Gesuch wurde stattgegeben, und Ende November des gleichen Jahres konnte die Harzgrabenfähre, wie die Verbindung nun offiziell hiess, den Betrieb aufnehmen. Das Fährschiff wurde auf den Namen «Rheinmücke» getauft.
1862 nahm die Künstlergesellschaft eine zweite Fährverbindung in Betrieb, die den Grossbasler Totentanz mit der Kleinbasler Kaserne verband, also die heutige Klingentalfähre. Wie erhofft rentierten die Fähren, und nachdem die Künstlergesellschaft mit dem Kunstverein fusioniert hatte, wurde mit dem Gewinn am Steinenberg die Kunsthalle gebaut. Diese wurde 1872 eröffnet.
Als 1877 die Arbeit an der Wettsteinbrücke (die damals noch Harzgrabenbrücke hiess) aufgenommen wurde, verlegte man die Harzgrabenfähre rheinabwärts und machte sie so zur Münsterfähre. 1894 kamen noch die St. Alban-Fähre zwischen dem Dalbeloch und dem Schaffhauserrheinweg und 1895 als letzte die Schlachthoffähre dazu, die das St. Johann- mit dem Klybeck-Quartier verband.
Der Bau weiterer Brücken, der Ausbau des Tramnetzes und nicht zuletzt die rasante Zunahme der privaten Verkehrsmittel führte dazu, dass die Fähren immer weniger und schliesslich gar nicht mehr rentierten. Der Betrieb wurde durch die Gesellschaft für das Gute und Gemeinnützige aufrechterhalten, die die Fähren an die Fährimänner verpachtete. Es wurde über eine Verstaatlichung diskutiert, doch schliesslich wurden die Fähren Eigentum der Fährimänner, die fortan auf eigene Rechnung fuhren: 1936 wurde die Klingental- und 1942 die Münsterfähre ihren Fährimännern Fritz Bürgin und Karl Städeli geschenkt, die St. Alban-Fähre wurde 1954 dem Fährimann Gustav Buchsinger für 12'000.– verkauft.
Im Juni 1944 fand im Rahmen eines Volksfestes eine «Fähritaufe» statt, an dem die Fähren offizielle Taufnamen erhielten: Die oberste Fähre, die Birsfelden mit der äusseren Grenzacherstrasse verband und bis 1954 bestand, erhielt den Namen «Ueli», die St. Alban-Fähre hiess nun «Wild Ma», die Münsterfähre «Leu» und die Klingentalfähre wurde auf «Vogel Gryff» getauft. Die Schlachthoffähre hatte die Eröffnung der Dreirosenbrücke im Jahr 1934 nicht überlebt.
Die Passagierzahlen waren weiterhin rückläufig, so dass die Fährimänner zunehmend um ihre Existenz kämpfen mussten. Als zu Beginn der 1970er Jahre der Fährimann der Klingentalfähre seine Fähre aus Altersgründen zum Verkauf anbot, wollte sie ein internationaler Getränkekonzern kaufen. Um die Fähre vor der drohenden Kommerzialisierung zu retten und für die Allgemeinheit zu erhalten, gründete der Kleinbasler Arzt und langjährige Meister der Ehrengesellschaft zum Rebhaus Hans Nidecker zusammen mit Gleichgesinnten die «Stiftung Klingentalfähre Vogel Gryff», die die Klingentalfähre kaufte. Zugleich konnte sich die Stiftung vom Kanton das Recht sichern, dass beim Verkauf weiterer Fähren deren Fahrkonzession auf die Stiftung übertragen würde. Schon im Frühjahr 1976 kaufte die Stiftung auch die St. Alban-Fähre, worauf sie ihren Namen in «Stiftung Basler Fähren» änderte. Als letztes ging schliesslich auch die Münsterfähre in das Eigentum der Stiftung über, so dass nun alle Fähren Eigentum der Stiftung sind, welche auch die dazugehörigen Fahrkonzessionen besitzt.
Die Fähren werden von der Stiftung an die Fährimänner verpachtet. Der Fährbetrieb ist aber defizitär, und so wurde 1974 der «Verein Freunde Basler Fähren» gegründet, der später in «Fähri-Verein Basel» umbenannt wurde und dessen Zweck es ist, die finanziellen Mittel aufzutreiben, um das Defizit des Fähri-Betriebs zu finanzieren.
Nach der Überbauung des St. Johannparks wurde 1989 die 1934 aufgegebene Schlachthoffähre wieder eingerichtet. Sie verbindet den St. Johannpark mit dem Unteren Rheinweg. Offiziell heisst sie nun St. Johanns-Fähre und getauft wurde sie auf den Namen «Ueli». Der Name Ueli war wieder verfügbar, nachdem die Birsfelder «Ueli»-Fähre 1954 ihren Betrieb eingestellt hatte.

## Fähren
Mit der Ausnahme der neueren St. Alban-Fähre sind die Fähren flache, dem Weidling ähnliche Boote aus Holz (die Klingentalfähre ist seit 2012 aus GFK). Der Bug ist leicht nach oben gezogen, und im vorderen Drittel befindet sich eine Plattform, über welche man das Schiff bei den Landungsstellen besteigen bzw. verlassen kann. Das Mitteldrittel besitzt zwei Längsbänke, und daran anschliessend folgt ein halbrund gedecktes Haus. In diesem bedient der Fäärimaa (Fährmann) das Steuerruder, und die Fahrgäste finden darin bei schlechtem Wetter Platz.
Die Fähren sind nach den Wappenhaltern der drei Ehrengesellschaften Kleinbasels getauft, den Hauptfiguren des traditionellen Umzuges des Vogel Gryffs.
Folgende Fähren verkehren regelmässig (Reihenfolge: rheinabwärts):
- St. Alban-Fähre – «Wild Maa»
- Münster-Fähre – «Leu»
- Klingental-Fähre – «Vogel Gryff»
- St. Johann-Fähre – «Ueli»

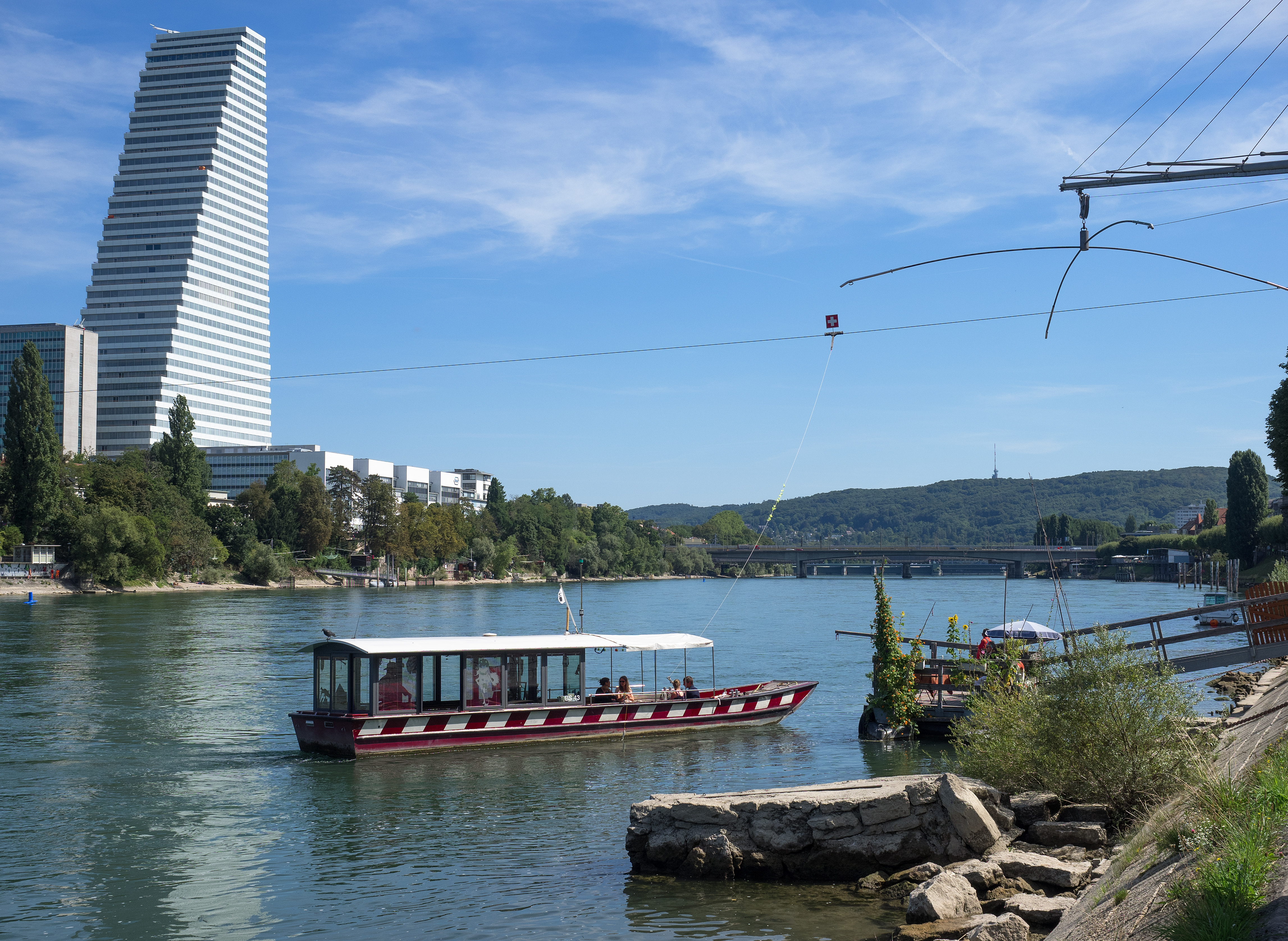
St. Alban-Fähre «Wild Maa», vom Grossbasel aus gesehen.
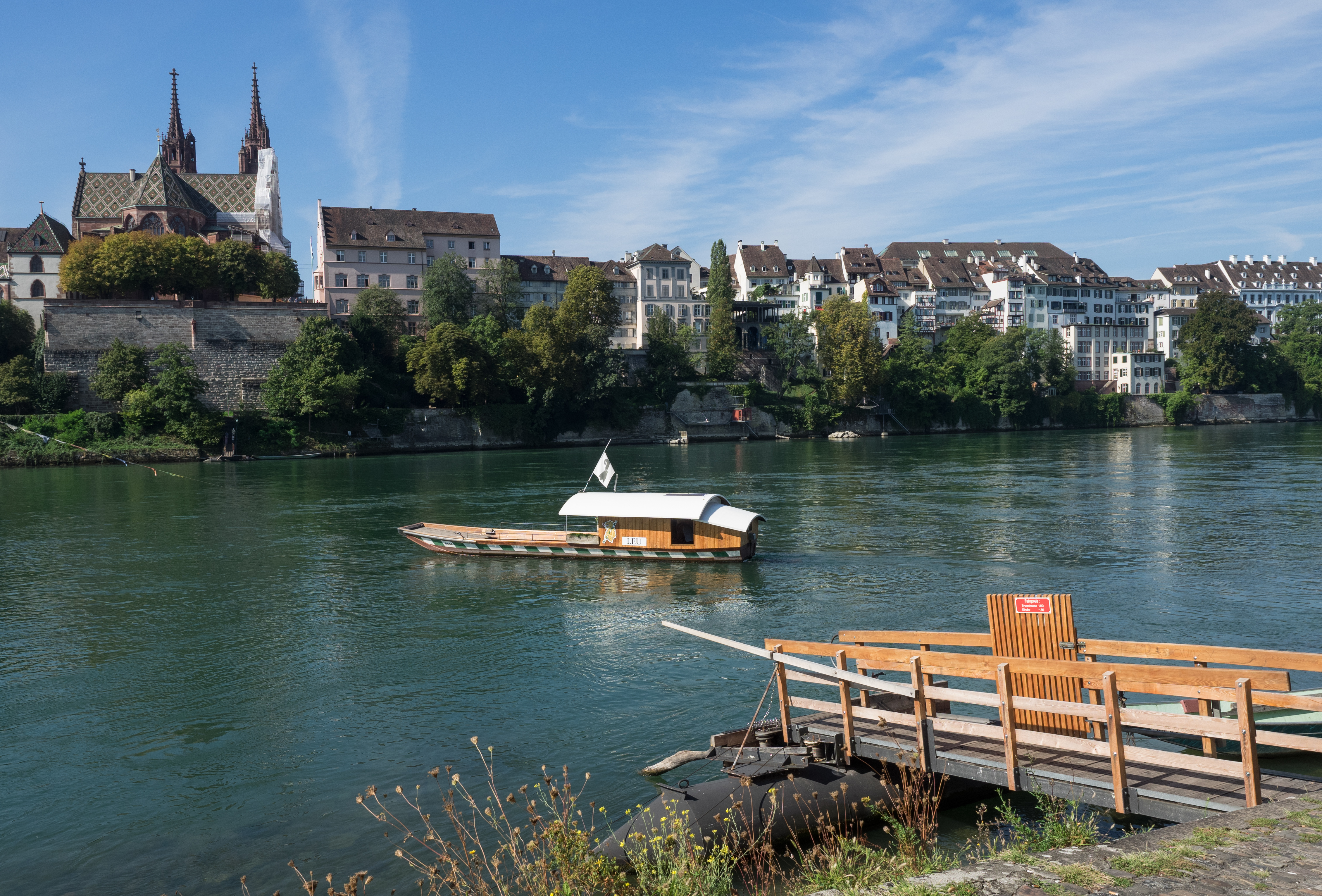
Münsterfähre «Leu», vom Kleinbasel aus gesehen.
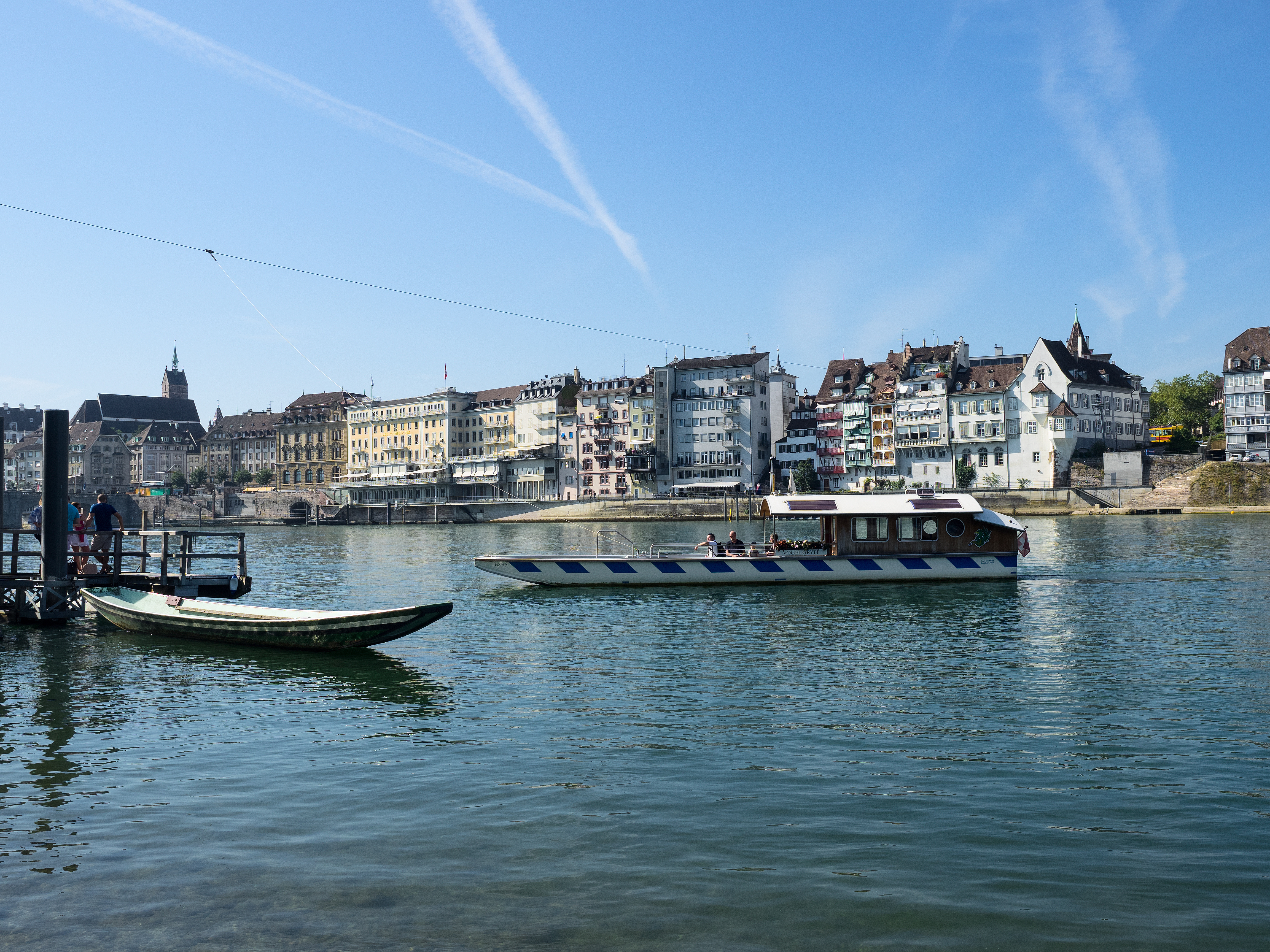
Klingentalfähre «Vogel Gryff», vom Kleinbasel aus gesehen.
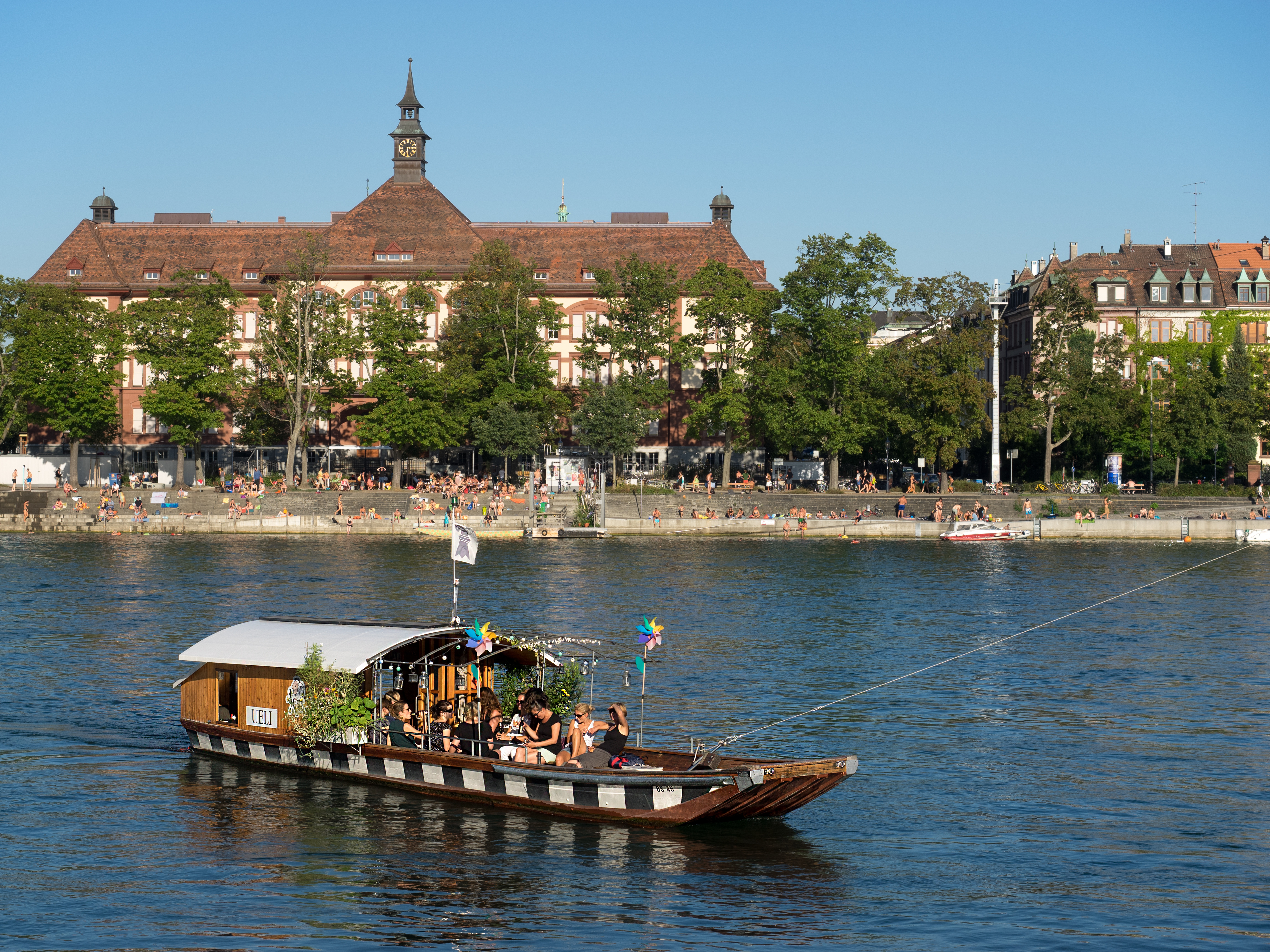
St. Johann-Fähre «Ueli», vom Grossbasel aus gesehen.

## Funktionsweise
Die Fähren sind Rollfähren. An der Fähre ist ein Schwengel befestigt, welcher über ein langes Drahtseil, dem Gierseil, an einer Reiterrolle hängt. Diese Reiterrolle kann sich auf einer quer über den Rhein gespannten Stahltrosse frei bewegen.
Nach dem Abstossen vom Landungssteg legt der Fährmann den Schwengel auf die dem Land zugewandte Seite und bringt mit Hilfe des Ruders die Fähre in einen Winkel von etwa 45° in die Strömung des Rheines. Die Strömung drückt das Schiff zur Seite weg und schiebt es so über den Fluss. Kurz vor dem Anlegen stellt der Fäärimaa das Boot wieder etwas gerader, um es sanft an den Landungssteg zu dirigieren.
Der Fäärimaa kann bei niedrig oder wenig Wasser mit dem Schwellbrett (seitliches Brett im vorderen Drittel der Fähre) die Lateralfläche (Wasserangriffsfläche) der Fähre vergrössern und so die Fahrt beschleunigen. Manche Fährimänner helfen manchmal mit einem Paddel etwas nach, damit die Fähre schneller im Seil hängt und Fahrt aufnimmt.

## Betrieb
Die Fähren haben jahreszeitlich abhängige Fahrpläne und verkehren ausser bei Hochwasser und Nebel bei jeder Witterung. Wenig Wasser bei gleichzeitigem Wind gegen die Flussrichtung kann auch zur Einstellung des Fährbetriebs führen. Die Fähren gehören nicht dem Tarifverbund Nordwestschweiz an. Billete können direkt auf der Fähre oder bei der Tourist Information gekauft werden. Der Preis beträgt bei allen Fähren einheitlich 2 SFr. für Erwachsene und 1 SFr. für Kinder, Fahrräder und Hunde.

## Spruch
Die Fäärimänner (heute auch Fäärifrauen) sehen täglich unterschiedliche Passagiere, und dabei erfahren sie einiges von deren Sorgen und Ansichten. Da ist sicher auch die eine oder andere Lügengeschichte dabei; deshalb sagt man in Basel, wenn man eine Geschichte nicht ganz glauben will:
Verzell du das em Fäärimaa! (Erzähl das dem Fährmann!)